# Болгарка (Первомайський район)
Болга́рка (з 07.09.1946 Климівка) — село в Україні, у Врадіївській селищній громаді Первомайського району Миколаївської області. Населення становить 68 осіб.

## Населення
Згідно з переписом УРСР 1989 року чисельність наявного населення села становила 92 особи, з яких 38 чоловіків та 54 жінки.
За переписом населення України 2001 року в селі мешкало 66 осіб.

### Мова
Розподіл населення за рідною мовою за даними перепису 2001 року:
| Мова       | Відсоток |
| ---------- | -------- |
| українська | 97,06 %  |
| російська  | 2,94 %   |